# Ligne de Flamboin-Gouaix à Montereau
La ligne de Flamboin-Gouaix à Montereau, également appelée ligne de l'Est, se situe en France, au sud de la Seine-et-Marne. Longue d'environ 27,7 km, elle est très ancienne. Elle assure la liaison entre les réseaux ferrés Est et Sud-Est.
Elle constitue la ligne no 831 000 du réseau ferré national.
Fermée au trafic de voyageurs depuis 1939 et quasiment abandonnée depuis les années 1980, elle renaît progressivement pour les besoins du trafic fret. Les trains de granulats circulent de nouveau sur la partie occidentale, à partir de Courcelles-en-Bassée, depuis octobre 2008. Depuis début 2012, elle est réactivée sur l'ensemble de son parcours.

## Tracé
La ligne de Flamboin-Gouaix à Montereau s’étend du point kilométrique (PK) 94,456 (bifurcation de Flamboin-Gouaix sur la ligne de Paris-Est à Mulhouse-Ville) au PK 122,677 (Montereau, sur la ligne de Paris-Lyon à Marseille-Saint-Charles), l'origine du chaînage étant à la gare de Paris-Est.
Établie dans la vallée très évasée de la Seine, puis de son affluent la Voulzie, elle possède un excellent tracé, avec de longues lignes droites et un profil quasiment plat. Les rampes ne dépassent pas 3 ‰, ce qui présente un avantage indéniable pour le trafic de marchandises.
Depuis la gare de Flamboin-Gouaix, la ligne se dirige vers l'ouest et franchit la Voulzie. Elle longe ensuite l'Auxence avant de rejoindre la vallée de la Seine aux abords de Vimpelles où elle croisait à niveau la ligne à voie métrique de la Société générale des chemins de fer économiques de Jouy-le-Châtel à Bray-sur-Seine, mise en service en 1904 et fermée en 1950.
Elle traverse ensuite la Seine sur un ouvrage de 105 m avant de passer au-dessus de l'autoroute A5 et de la LGV Sud-Est par un pont de 104 m. Passé le double raccordement avec la LGV et une zone industrielle raccordée, elle franchit l'Yonne sur le « pont de Moscou » (124 m de long) avant de pénétrer en gare de Montereau.
Le parcours est ponctué de vingt-quatre passages à niveau.

## Histoire
La concession d'une ligne de Montereau à Troyes par adjudication est autorisée par une loi le 26 juillet 1844. Le 14 décembre suivant, une ordonnance royale fixe les clauses de la concession.
L'adjudication a lieu le 25 janvier 1845. La ligne est attribuée à Messieurs Vauthier, Gallice-Dalbanne, Paul Séguin et compagnie. Cette adjudication est approuvée à la même date par une ordonnance royale.
Cette ligne est ouverte de Montereau à Troyes (100 km) le 10 avril 1848, par la Compagnie du chemin de fer de Montereau à Troyes.
Une convention passée le 6 août 1853 entre la Compagnie du chemin de fer de Montereau à Troyes et la compagnie du chemin de fer de Paris à Strasbourg prévoit le rachat de la ligne par cette dernière. Cette convention est approuvée par un décret impérial le 17 août 1853. Le tronçon entre Flamboin et Troyes est alors intégré dans la ligne de Paris-Est à Troyes, dite Ligne 4, alors que le tronçon entre Flamboin et Montereau (27,7 km) devient la ligne « 22.8 ».
Le 16 janvier 1854, la Compagnie du chemin de fer de Paris à Strasbourg devient la Compagnie des chemins de fer de l'Est dont les statuts sont approuvés le 21 janvier 1854.

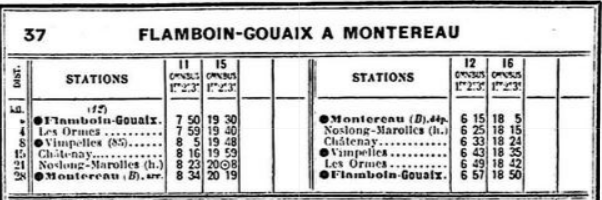
Desserte journalière de la ligne Flambouin-Gouaix à Montereau lors du service hiver 1920

Originellement construite à double voie, elle en perd une assez rapidement faute d'un trafic suffisant, avant de perdre également son trafic de voyageurs en 1939.
Durant la Seconde Guerre mondiale, les Allemands l'utilisent pour y faire passer des trains SF (Soldatenfernschnellzug) d'Hendaye à Bar-le-Duc. Après la guerre, en attendant la reconstruction du viaduc de Nogent-sur-Marne, elle sert aussi pour les trains entre Paris-Est et Troyes.
Un raccordement de service (raccordement nord de Montereau) existe depuis 1983 avec la LGV Sud-Est au départ de Montereau ; il est utilisé sur quelques kilomètres pour desservir une zone industrielle. Un deuxième raccordement donnant accès à la LGV côté sud a été mis en service plus récemment (raccordement sud de Montereau).
Un tronçon de huit kilomètres supplémentaires depuis Montereau est rouvert le 16 octobre 2008 afin de desservir un embranchement (ITE Cemex), limitant ainsi les rotations de poids lourds.
Dans l'optique d'une remise en service de cet axe en intégralité pour les trains de marchandises, Réseau ferré de France (RFF) a réalisé durant l'été 2010 un Renouvellement Voie Ballast (RVB), nécessaire pour supporter les charges importantes de ce type de trains.

## La remise en service
La ligne de Flamboin-Gouaix à Montereau est à nouveau opérationnelle depuis janvier 2012. Les travaux de remise en service ont en effet un intérêt économique multiple car RFF a été sollicité pour des trafics nouveaux :
- intensification du trafic de granulats pour plusieurs entreprises (notamment ITE Cemex)[5] : les matériaux seraient en provenance des carrières de Haute-Marne et à destination de la plateforme de Vernou - La Grande Paroisse, ex-site, en bordure de Seine, de la centrale thermique EDF, dont l’exploitation est aujourd’hui arrêtée ;
- éventuel trafic régulier de céréales entre Nogent-sur-Seine et les départements de l’Yonne et du Loiret ;
- itinéraire transverse au sud de l'Île-de-France, alternatif ou complémentaire à la ligne de Grande Ceinture (ligne en rocade autour de Paris située en moyenne couronne)[5].

Cette remise en service a suscité des craintes de riverains inquiets des impacts sonores possibles, notamment aux Ormes-sur-Voulzie. Un protocole précisant les conditions d'exploitation de la ligne a été signé le 10 novembre 2011 entre le préfet de Seine-et-Marne, Réseau ferré de France et les communes avoisinantes.
D'après « Global magazine », les sommes importantes investies par RFF pourraient s'expliquer par un autre argument : éviter la région parisienne lors du transport de matières radioactives entre le centre de retraitement de déchets de la Hague, la centrale nucléaire de Nogent-sur-Seine et le futur centre d'enfouissement de déchets de Bure.
La remise en service de la ligne sur l'ensemble de son parcours a lieu le 30 janvier 2012 : le 8 mars, une première rame TGV Sud-Est est transférée de Villeneuve-Saint-Georges à Romilly-sur-Seine, où se situait le technicentre SNCF chargé de la rénovation ou des grosses réparations des rames de ce type, en passant par la ligne de Flamboin-Gouaix à Montereau,.

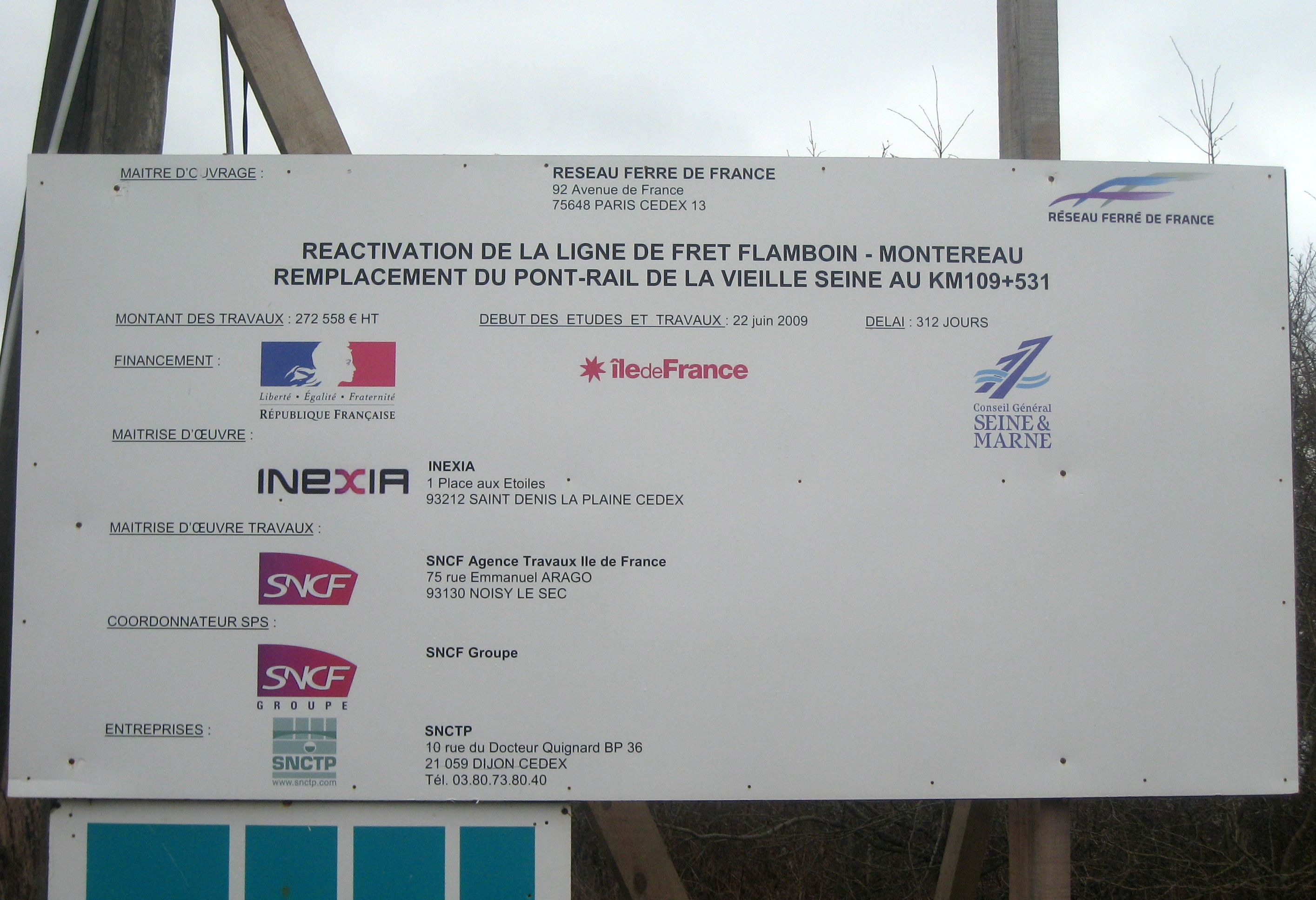
Les acteurs de la remise en service.
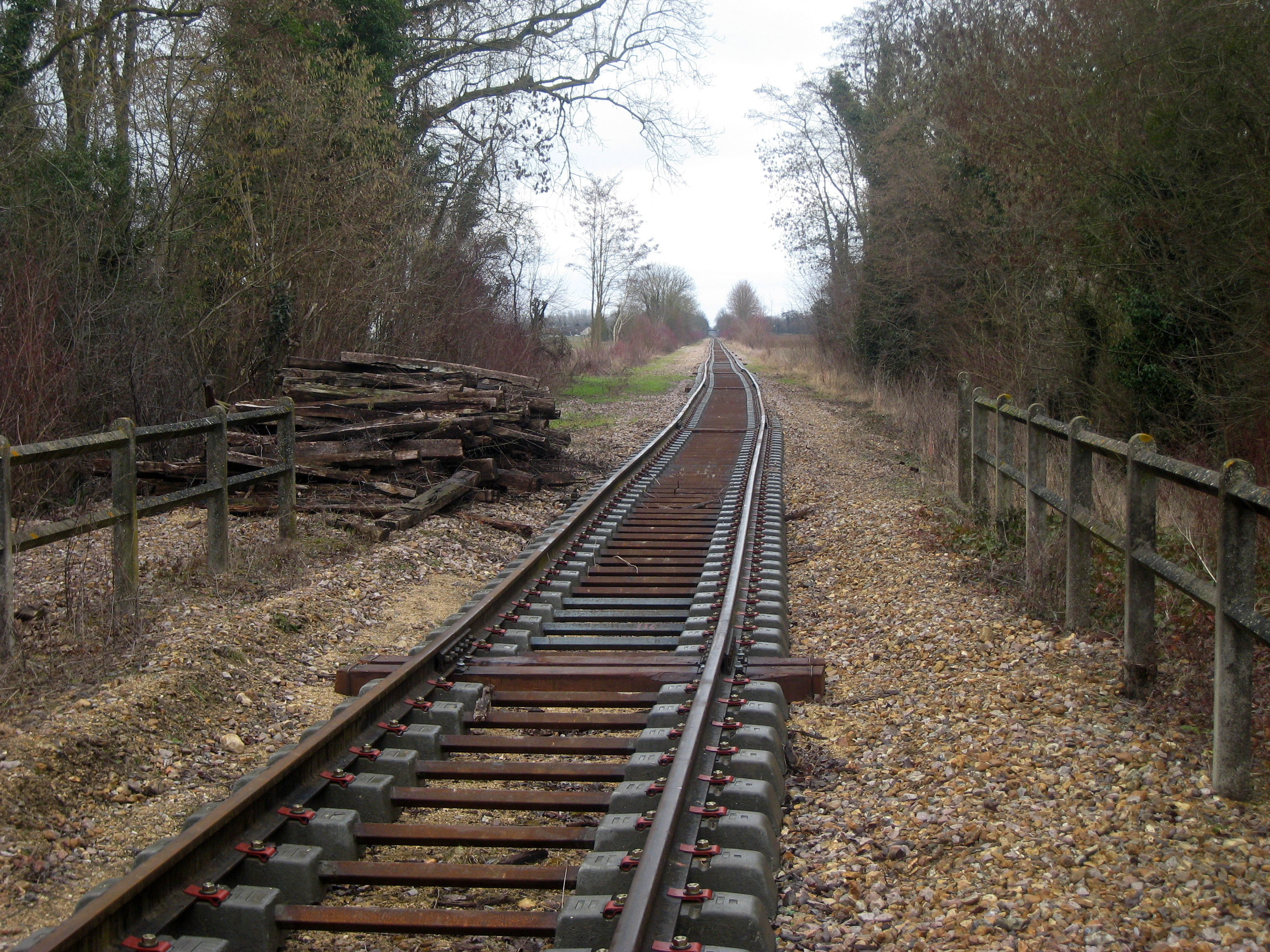
La voie posée, mais pas encore réglée.
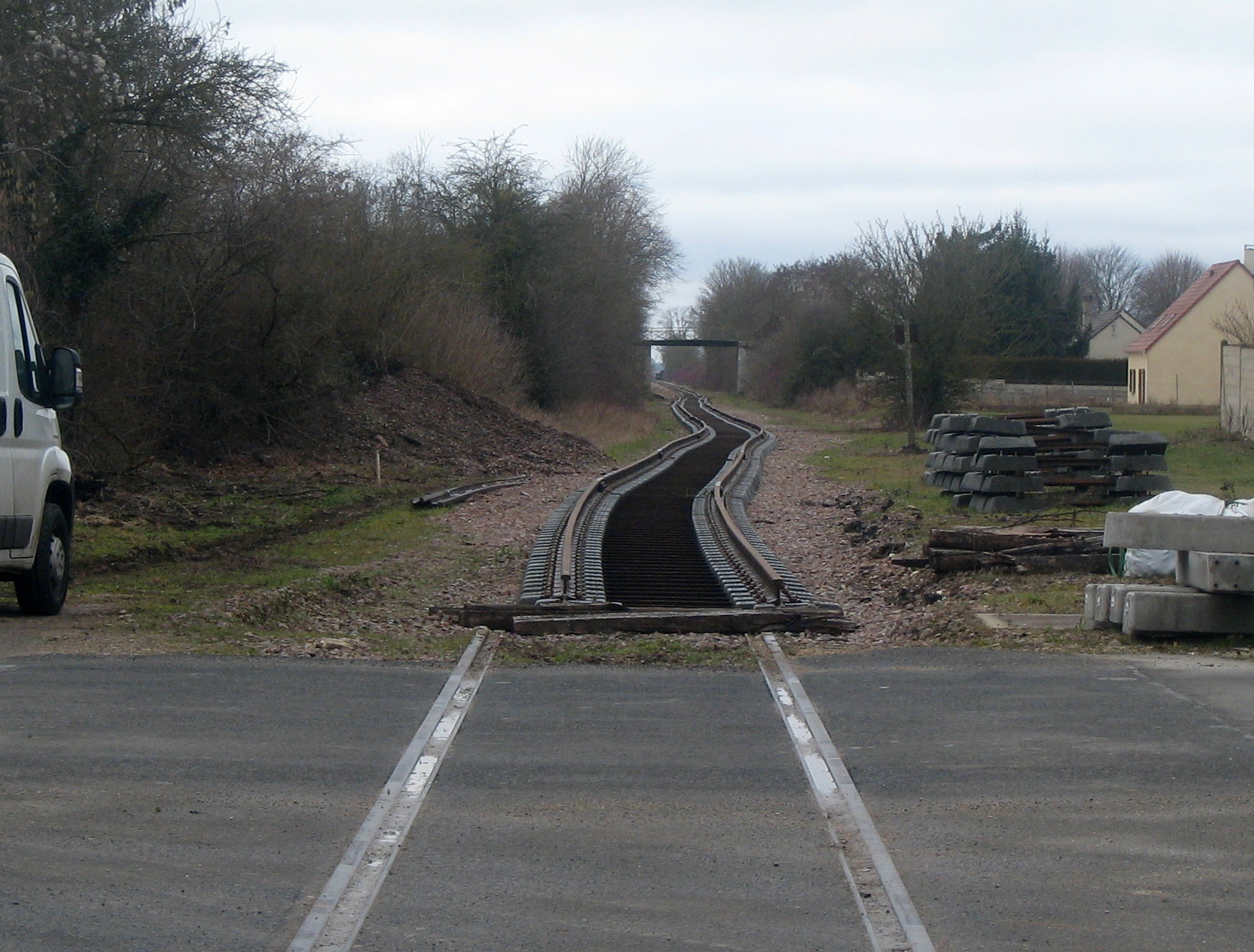
Réhabilitation du passage à niveau de Châtenay-sur-Seine.

De toute façon, la ligne était maintenue dans le réseau ferré stratégique pour la défense, l'armée prenant à sa charge les frais de maintien du gabarit contre l'envahissement par la végétation.

## Gares
La ligne comporte cinq gares :
- Montereau ;
- Courcelles-en-Bassée ;
- Châtenay-sur-Seine ;
- Les Ormes-sur-Voulzie ;
- Flamboin-Gouaix (sur le territoire de la commune de Gouaix).

et deux haltes :
- Vimpelles (sur le territoire de la commune de Luisetaines) ;
- Noslong-Marolles (sur le territoire de la commune de Courcelles-en-Bassée), construite en 1868 à la demande des communes avoisinantes[14].

Les bâtiments des gares de Châtenay-sur-Seine et des Ormes-sur-Voulzie ont été détruits ; ceux des haltes de Vimpelles et de Noslong-Marolles vendus à des particuliers.

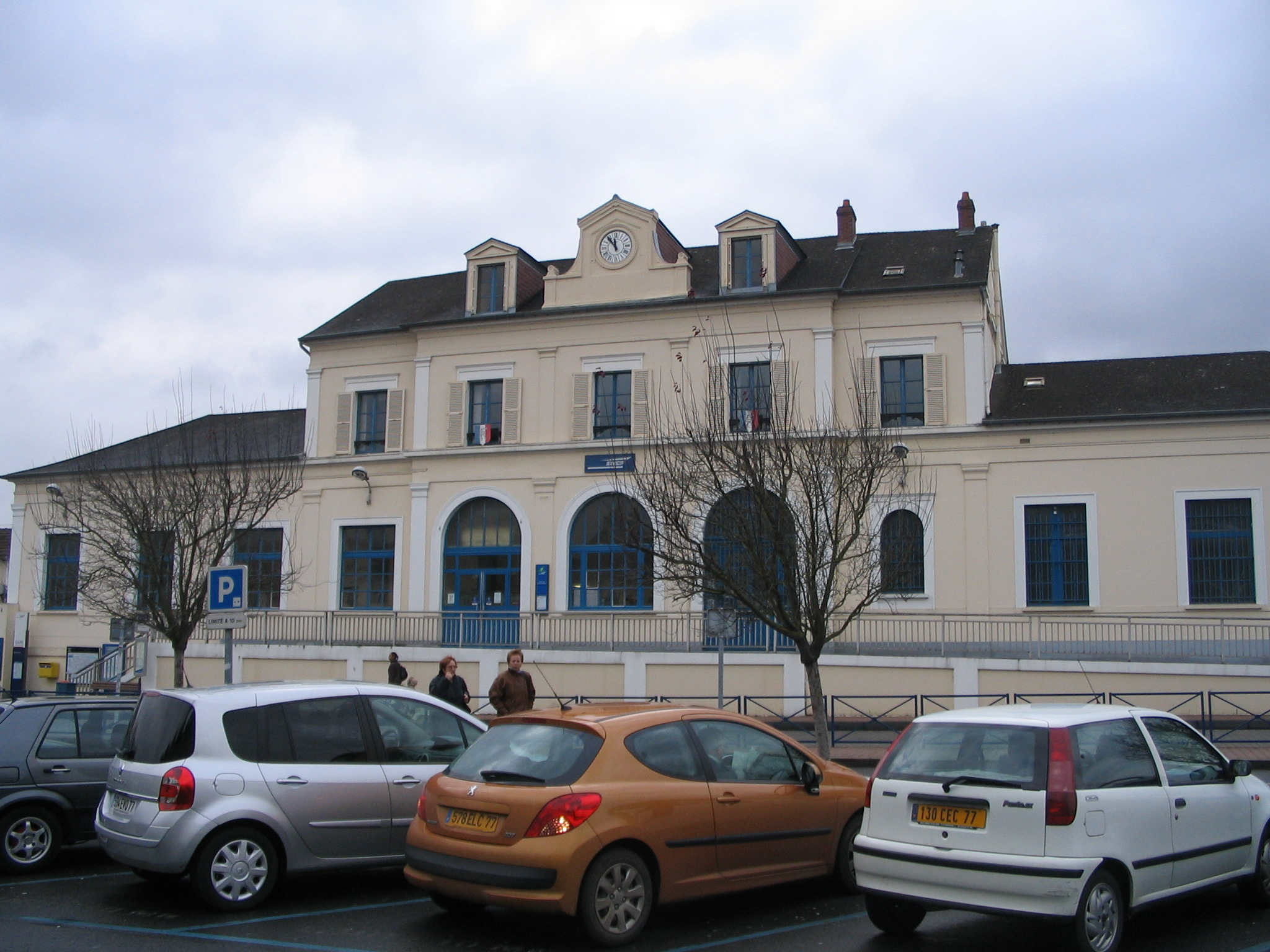
La gare de Montereau.
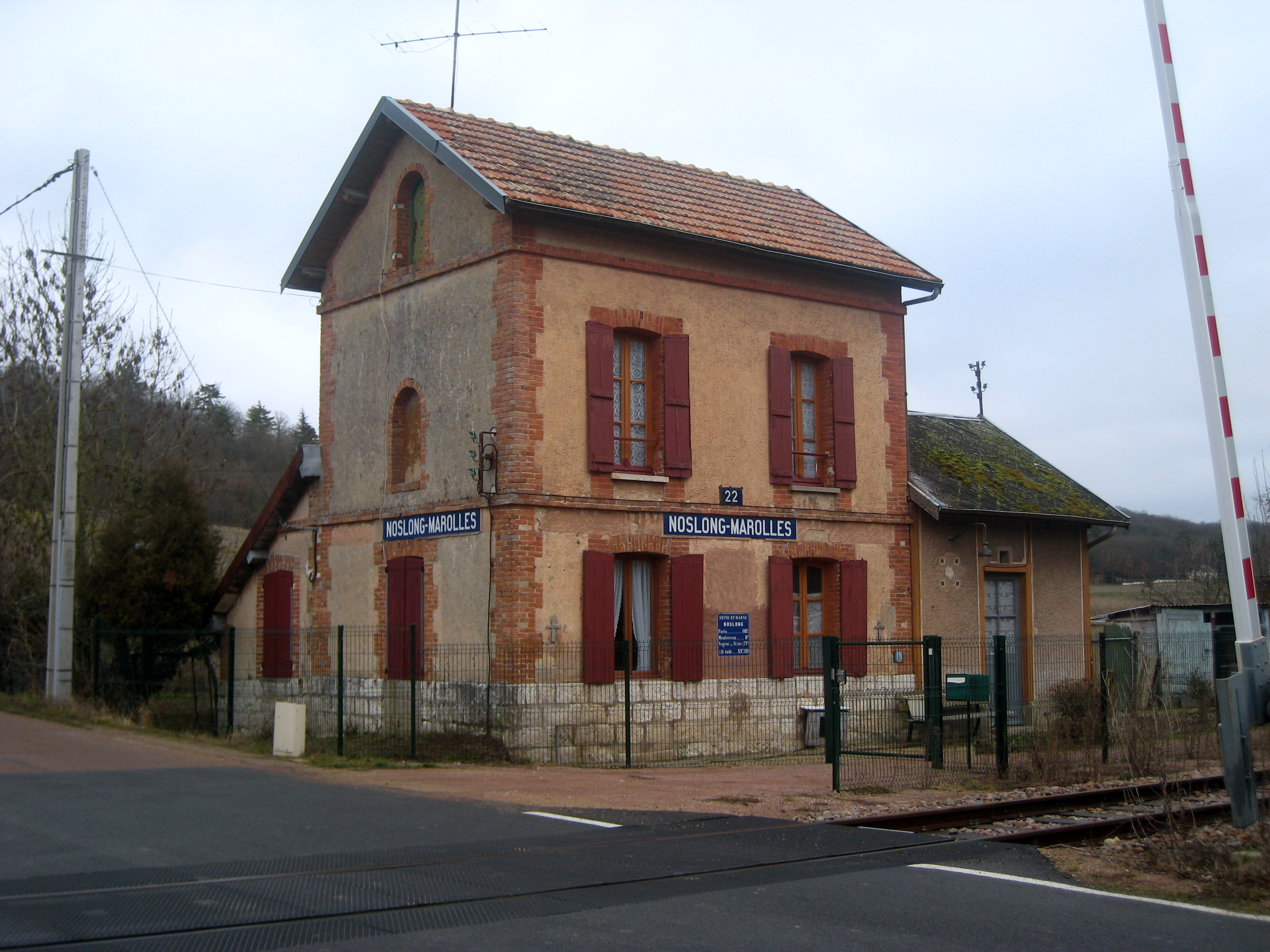
La halte de Noslong-Marolles.
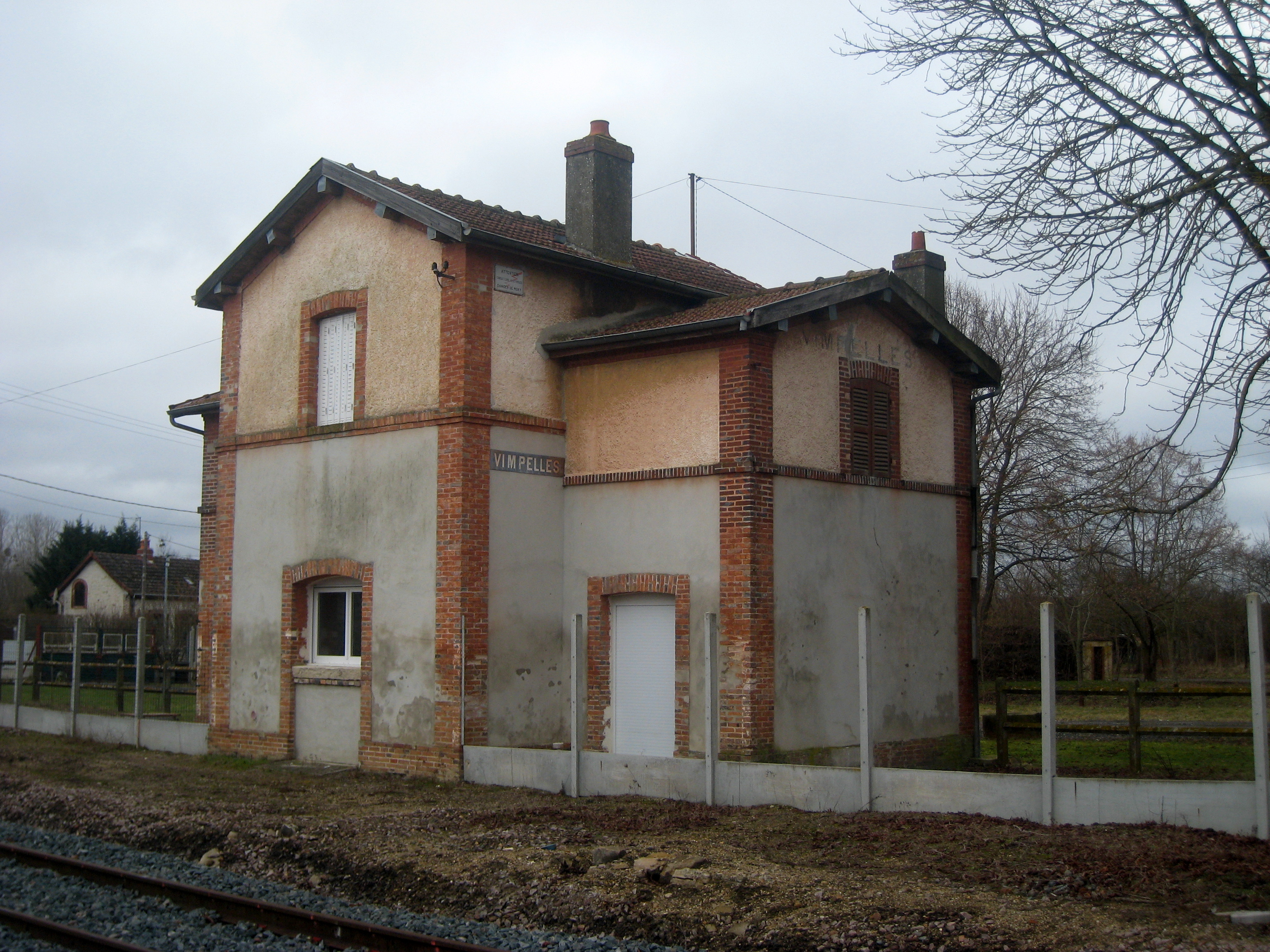
La halte de Vimpelles.
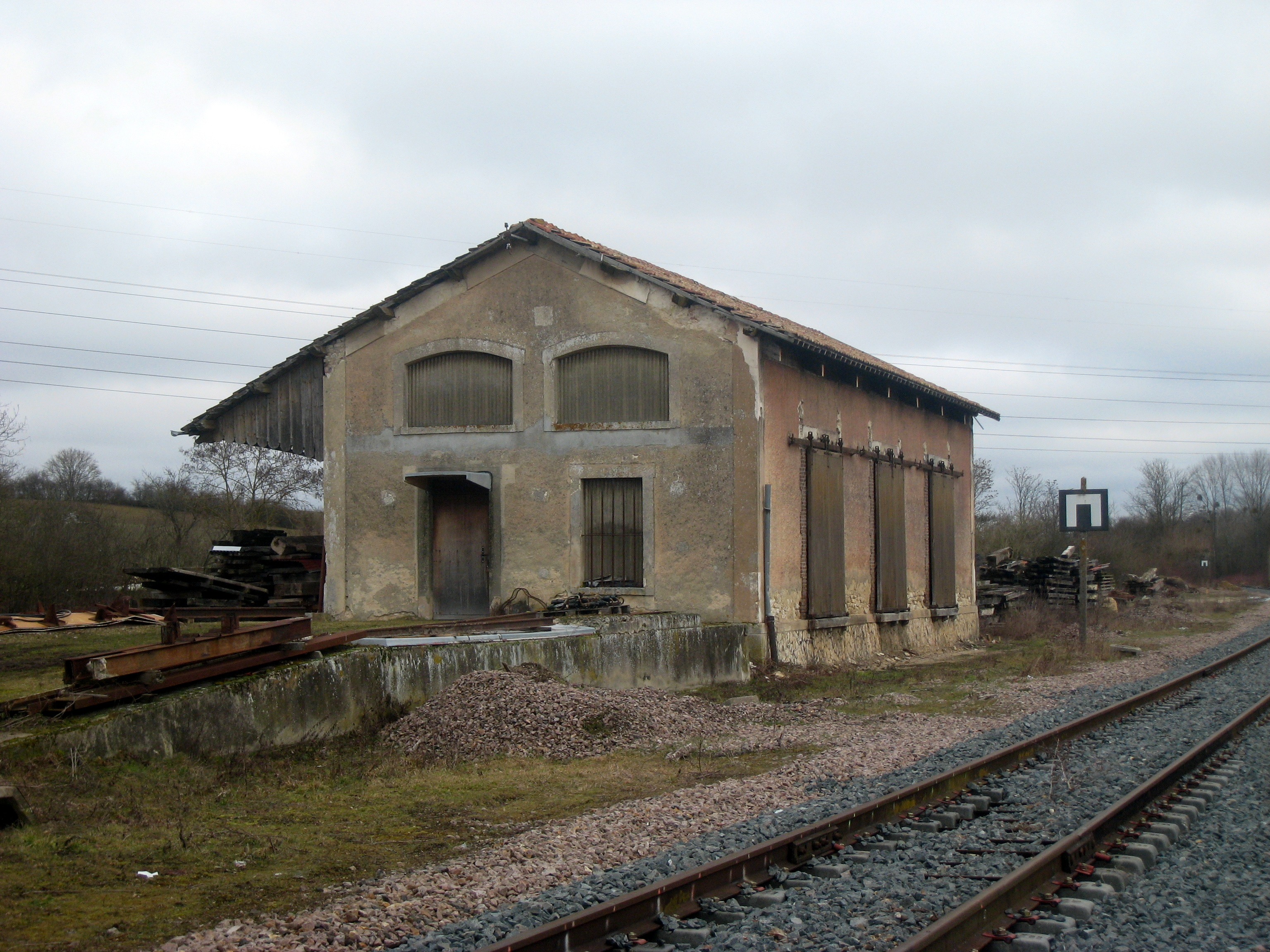
La gare des marchandises de Vimpelles.
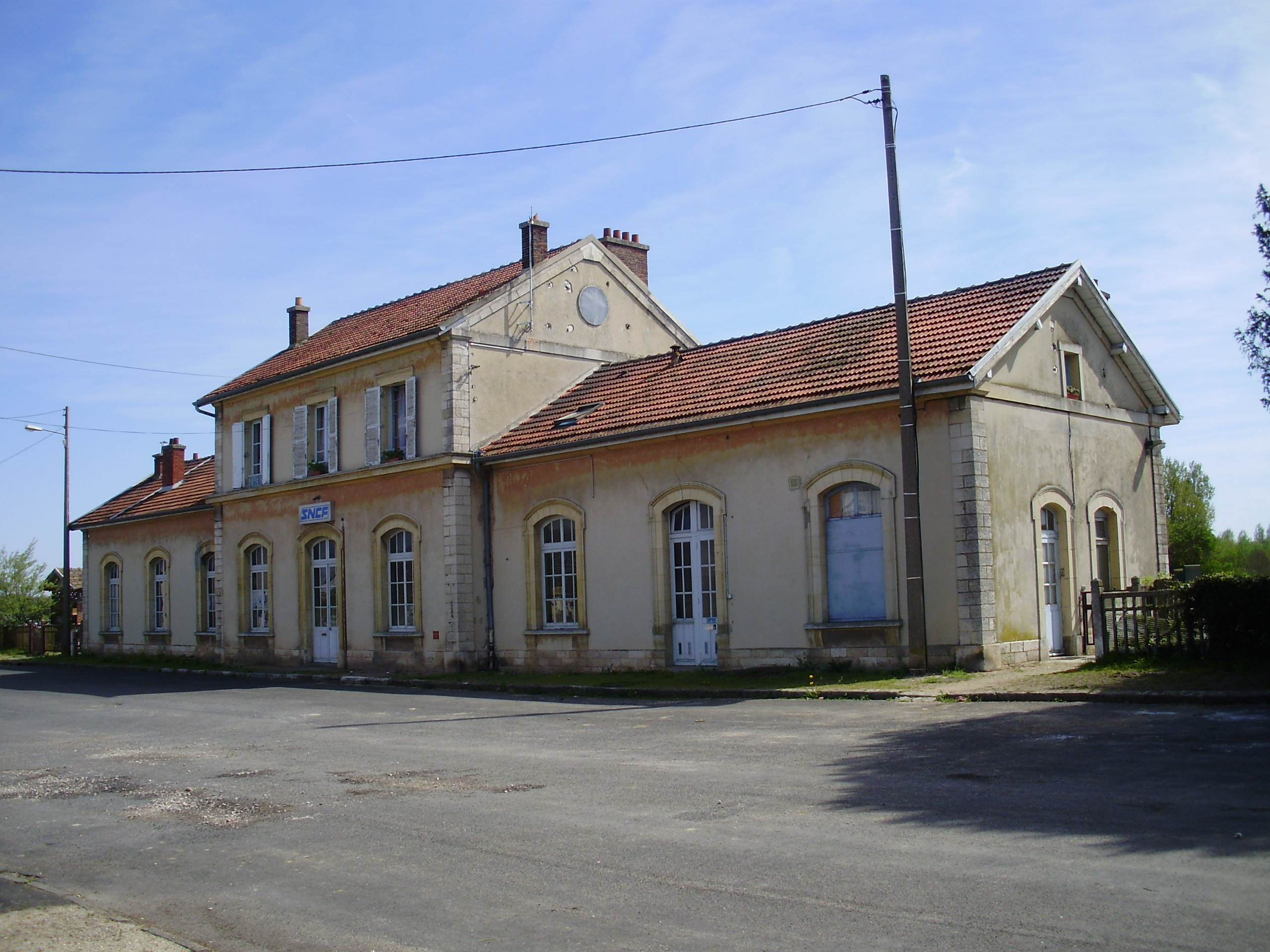
La gare de Flamboin-Gouaix.

## Infrastructure

### Vitesse limite
La vitesse limite de la ligne en 2012 pour tous types de trains est de 40 km/h.

### Signalisation
La ligne est exploitée sous le régime de la voie unique à signalisation simplifiée (VUSS).

## Accident
Le 28 décembre 1913, à Vimpelles, un train venant de Bray-sur-Seine défonce les barrières de la Ligne de l'Est.

## La ligne au cinéma
La ligne apparaît dans plusieurs films, en particulier :
- en 1966,  dans des séquences du film de Christian-Jaque La seconde vérité, avec Michèle Mercier et Robert Hossein, tournées à la halte de Noslong-Marolles, rebaptisée Crimolois pour la circonstance[18] ;

- en 1964, dans des séquences du film d'André Hunebelle Fantômas avec la 140 C 343.